# HiT Entertainment
HiT Entertainment è stata un'azienda di distribuzione e produzione televisiva di serie animate fondata nel 1982 da Jim Henson e Peter Orton. Fino al 1989 era chiamata Henson International Television e dal 1990 al 2016 HiT Entertainment PLC. HiT Entertainment possedeva i diritti di numerosi cartoni animati che hanno un successo globale, come Bob aggiustatutto, Pingu, Il trenino Thomas, Angelina ballerina, Barney, Sam il pompiere e molti altri.

## Storia
HiT Entertainment nacque nel 1982 come Henson International Television. All'inizio veniva usata per distribuire i prodotti della Jim Henson Productions, ma nel 1989 decisero di dividere l'azienda e lasciare la Henson International Television per la distribuzione di prodotti originali Jim Henson Productions e poi crearono la HiT Entertainment per la collaborazione, distribuzione e creazione di serie televisive esterne alla Jim Henson Productions. Perciò, nella nuova HiT iniziarono a distribuire Il postino Pat, serie in stop-motion britannica e Alvin and The Chipmunks, cartone del 1983 mai doppiato in italiano che parla del gruppo musicale fittizio Alvin and the Chipmunks. In seguito, la HiT ottenne i diritti di Barney, serie televisiva statunitense. Nel 1996, Keith Chapman, dirigente pubblicitario HiT, propose di realizzare una serie stop-motion; la HiT approvò l'idea e venne creata la serie Bob aggiustatutto. Nel 1997, vennero create alcune serie originali HiT, come Kipper - Il più bel cucciolo del mondo e Giacomo il guardiano del parco. Nel 2001 acquisirono i diritti de Il trenino Thomas, produssero Angelina ballerina e acquisirono i Lyrick Studios, gli studi che producevano Barney e la Gullane Entertainment, azienda che produceva Il trenino Thomas e possedeva i diritti di Sam il pompiere. Nel 2002 acquisirono la Pygos Group, azienda che produceva Pingu, e i diritti della stessa serie. Nel 2005 produssero Rubbadubbers. Sempre nel 2005, l'azienda venne acquistata dalla Apax Partners. Nel 2011 crearono Mike il cavaliere. Nel 2012 l'azienda venne acquistata dalla Mattel, per poi essere incorporata all'azienda nel 2016.

## Serie televisive prodotte

### 1997
- Kipper - Il più bel cucciolo del mondo
- Giacomo il guardiano del parco

### 1999
- Bob aggiustatutto

### 2001
- Il trenino Thomas
- Angelina ballerina
- Barney
- Sam il pompiere

### 2002
- Pingu

### 2005
- Rubbadubbers

### 2011
- Mike il cavaliere